# Bielawy Gołuskie
Bielawy Gołuskie is een plaats in het Poolse district  Żuromiński, woiwodschap Mazovië. De plaats maakt deel uit van de gemeente Bieżuń en telt 122 inwoners.